# Valverde de Burguillos
Valverde de Burguillos è un comune spagnolo di 364 abitanti situato nella comunità autonoma dell'Estremadura.